# Pušenje
Pušenje je praksa u kojoj se supstanca sagoreva, a nastali dim udiše da bi se okusio i apsorbovao u krvotok. Najčešće se koristi sušeni listovi biljke duvana, koji su valjani u mali kvadrat rižinog papira da bi se stvorio mali, okrugli cilindar koji se zove „cigareta”. Pušenje se prvenstveno praktikuje kao način primene rekreativne upotrebe lekova, jer sagorevanje osušenih biljnih listova dovodi do isparavanja i dostavljanja aktivnih supstanci u pluća, gde se brzo apsorbuju u krvotok i dospevaju do telesnog tkiva. U slučaju pušenja cigareta, ove materije se nalaze u mešavini čestica aerosola i gasova, i uključuju farmakološki aktivni alkaloid nikotin; isparavanje stvara zagrejani aerosol i gas u obliku koji omogućava udisanje i duboku penetraciju u pluća gde dolazi do apsorpcije aktivnih supstanci u krvotok. U nekim kulturama pušenje se izvodi i kao deo različitih rituala, gde ga učesnici koriste kako bi izazvali stanje nalik transu, koje oni veruju da ih može dovesti do duhovnog prosvetljenja.
Pušenje generalno ima negativne zdravstvene efekte, jer udisanje dima inherentno predstavlja izazove različitim fiziološkim procesima kao što je disanje. Pokazalo se da bolesti povezane sa pušenjem duvana ubijaju približno polovinu dugotrajnih pušača u poređenju sa prosečnim stopama smrtnosti sa kojima se nepušači suočavaju. Pušenje je uzrokovalo preko pet miliona smrtnih slučajeva godišnje od 1990. do 2015. godine.
Pušenje je jedan od najčešćih oblika rekreativne upotrebe droga. Pušenje duhana je najpopularniji oblik koji u svetu praktikuje preko milijardu ljudi, od kojih je većina u zemljama u razvoju. Manje uobičajeni lekovi za pušenje uključuju kanabis i opijum. Neke supstance su klasifikovane kao teški narkotici, poput heroina, ali upotreba istih je vrlo ograničena, jer obično nisu komercijalno dostupni. Cigarete se prvenstveno industrijski proizvode, ali mogu se i ručno valjati od mlevenog duvana i papira za uvijanje. Ostali uređaji za pušenje uključuju lule, cigare, bidije, nargile i bong.
Pušenje se može datirati već od 5000. p. n. e., a zabeleženo je u mnogim različitim kulturama širom sveta. Rano pušenje razvijalo se u kontekstu verskih obreda; kao ponuda božanstvima, u ritualima čišćenja ili kao omogućavanje šamanima i sveštenicima da menjaju svoje misli u svrhu proricanja ili duhovnog prosvetljenja. Nakon evropskog istraživanja i osvajanja Amerika, praksa pušenja duvana brzo se proširila na ostatak sveta. U regionima poput Indije i subsaharske Afrike, ona se spojila sa postojećim praksama pušenja (uglavnom kanabisa). U Evropi je to dovelo do uvođenja nove vrstu društvene aktivnosti i oblika unosa droga koji do tada nije bio nepoznat.
Percepcija o pušenju varirala je tokom vremena i od jednog mesta do drugog: sveta i grešna, sofisticirana i vulgarna, lekovita i smrtonosno opasna po zdravlje. U 20. veku pušenje je posmatrano u negativnom svetlu, posebno u zapadnim zemljama. To je zbog pušenja duvana koji je jedan od vodećih uzroka mnogih bolesti poput raka pluća, srčanog udara, COPD, erektilne disfunkcije i kongenitalnih anomalija. Štete po zdravlje od pušenja uzrokovale su da mnoge države uvedu visoke poreze na duvanske proizvode, prikazuju oglase kako bi odvratile upotrebu, ograniče oglase koji promovišu upotrebu, i da pružaju pomoć u odustajanju od pušenja.

## Istorija

### Rane upotrebe
Istorija pušenja datira još od 5000 godina pne za šamanističke rituale. Mnoge drevne civilizacije, kao što su Vavilonci, Indijci i Kinezi, palili su tamjan kao deo verskih rituala, kao i Izraelci i kasnije katoličke i pravoslavne hrišćanske crkve. Pušenje u Americi verovatno ima svoje poreklo u ceremonijama paljenja tamjana šamana, ali je kasnije usvojeno iz zadovoljstva, ili kao društveno oruđe. Pušenje duvana, kao i raznih halucinogenih droga, korišćeno je za postizanje transa i za kontakt sa duhovnim svetom.
Supstance kao što su kanabis, pročišćeni puter (ghe), riblje iznutrice, sušene zmijske kože i razne paste oblikovane oko mirisnih štapića datiraju unazad najmanje 2000 godina. Fumigacija (dupa) i prinošenje vatre (homa) su propisane u Ajurvedi u medicinske svrhe i praktikuju se najmanje 3.000 godina, dok se pušenje, dumrapana (doslovno „dim za ispijanje”), praktikuje najmanje 2.000 godina. Pre modernog vremena ove supstance su se konzumirale kroz lule, sa stabljikama različite dužine ili čilima. Arheološki nalazi takođe pokazuju postojanje lula za pušenje opijuma na Kipru i Kritu već u bronzano doba.
Pušenje kanabisa bilo je uobičajeno na Bliskom istoku pre dolaska duvana, i rano je bilo uobičajena društvena aktivnost koja se usredsređuje na tip vodene lule zvane nargila. Pušenje, posebno nakon uvođenja duvana, bilo je suštinska komponenta muslimanskog društva i kulture, i postalo je integrisano sa važnim tradicijama kao što su venčanja, sahrane i izraženo je u arhitekturi, odeći, književnosti i poeziji.
Pušenje kanabisa uneli su u Podsaharsku Afriku preko Etiopije i istočne afričke obale indijski ili arapski trgovci u 13. veku ili ranije i proširilo se istim trgovačkim putevima kao i oni koji su prenosili kafu, a koja potiče iz visoravni Etiopije. Pušilo se u kalabaškim vodenim lulama sa posudama za pušenje od terakote, očigledno etiopski izum koji je kasnije prenet u istočnu, južnu i centralnu Afriku.
Izveštaji prvih evropskih istraživača i konkvistadora koji su stigli do Amerike govore o ritualima u kojima su domaći sveštenici pušili u tolikom stepenu opijenosti da je malo verovatno da su rituali bili ograničeni samo na duvan.

### Popularizacija
Godine 1612, šest godina nakon naseljavanja Džejmstauna, Džon Rolf je bio zaslužan kao prvi naseljenik koji je uspešno uzgajao duvan kao profitnu kulturu. Potražnja je brzo rasla, jer je duvan, nazvan „zlatna trava“, oživeo Virdžinijsku kompaniju iz njenih neuspešnih ekspedicija u potrazi za zlatom u Americi. Da bi se zadovoljili zahtevi starog sveta, duvan se gajio u sledu, brzo iscrpljujući zemlju. Ovo je postao jedan od motivatora za naseljavanje na zapad na nepoznatom kontinentu, kao i želja za ekspanzijom proizvodnje duvana. Najamne sluge su postale primarna radna snaga sve do Bekonove pobune, od koje se fokus okrenuo na ropstvo. Ovaj trend se smanjio nakon Američke revolucije, jer se ropstvo smatralo neisplativim. Međutim, praksa je ponovo oživela 1794. godine pronalaskom mašine za čišćenje pamuka.
Francuz po imenu Žan Niko (od čijeg imena potiče reč nikotin) uveo je duvan u Francusku 1560. Iz Francuske se duvan proširio u Englesku. Prvi izveštaj dokumentuje engleskog mornara u Bristolu 1556. godine, koji je viđen kako „izbacuje dim iz nozdrva“. Poput čaja, kafe i opijuma, duvan je bio samo jedno od mnogih opojnih sredstava koja su prvobitno korišćena kao oblik leka. Duvan su uveli francuski trgovci oko 1600. godine u današnju Gambiju i Senegal. U isto vreme karavani iz Maroka doneli su duvan u oblasti oko Timbuktua, a Portugalci su tu robu (i biljku) doneli u južnu Afriku, uspostavljajući popularnost duvana u celoj Africi do 1650-ih.
Ubrzo nakon uvođenja u Stari svet, duvan je bio pod čestim kritikama državnih i verskih vođa. Murad IV, sultan Osmanskog carstva 1623–40, bio je među prvima koji je pokušao da zabrani pušenje tvrdeći da je to pretnja javnom moralu i zdravlju. Kineski car Čongžen izdao je edikt o zabrani pušenja dve godine pre svoje smrti i svrgavanja dinastije Ming. Kasnije su mandžurski vladari iz dinastije Ćing proglasili pušenje „gnusnijim zločinom čak i od zanemarivanja streljaštva“. U edo periodu u Japanu, neke od najranijih plantaža duvana su bile prezrene od strane šoguna kao pretnje vojnoj ekonomiji tako što je dragoceno poljoprivredno zemljište zapuštano zarad upotrebe rekreativne droge umesto da se koristi za sadnju prehrambenih useva.

## Literatura
- Ashes to Ashes: The History of Smoking and Health (1998) edited by S. Lock, L.A. Reynolds and E.M. Tansey 2nd ed. Rodopi.  90-420-0396-0
- Coe, Sophie D. (1994) America's first cuisines  0-292-71159-X
- Gately, Iain (2003) Tobacco: A Cultural History of How an Exotic Plant Seduced Civilization  0-8021-3960-4
- Goldberg, Ray (2005) Drugs Across the Spectrum. 5th ed. Thomson Brooks/Cole.  0-495-01345-5
- Greaves, Lorraine (2002) High Culture: Reflections on Addiction and Modernity. edited by Anna Alexander and Mark S. Roberts. State University of New York Press.  0-7914-5553-X
- James I of England, A Counterblaste to Tobacco
- Lloyd, J & Mitchinson, J: "The Book of General Ignorance". Faber & Faber, 2006
- Marihuana and Medicine (1999), editor: Gabriel Nahas  0-89603-593-X
- Phillips J.E. (1983). „African Smoking and Pipes”. The Journal of African History. 24 (3): 3. doi:10.1017/s0021853700022039.
- Roberts, Allen F. (15. 8. 2004). „Smoking in Sub-Saharan Africa”.  Ур.: Gilman, Sander L.; Xun, Zhou. Smoke: A Global History of Smoking. Reaktion Books. стр. 46—57. ISBN 978-1-86189-200-3. Приступљено 22. 3. 2009.
- Robicsek, Francis (1978) The Smoking Gods: Tobacco in Maya Art, History, and Religion  0-8061-1511-4
- Gilman, Sander L.; Xun, Zhou (15. 8. 2004). „Introduction”.  Ур.: Gilman, Sander L.; Xun, Zhou. Smoke: A Global History of Smoking. Reaktion Books. стр. 9—28. ISBN 978-1-86189-200-3. Приступљено 22. 3. 2009.
- Wilbert, Johannes (1993) Tobacco and Shamanism in South America  0-300-05790-3
- Burns, Eric. The Smoke of the Gods: A Social History of Tobacco. Philadelphia: Temple University Press, 2007.
- Kulikoff, Allan. Tobacco & Slaves: The Development of Southern Cultures in the Chesapeake. North Carolina: University of North Carolina Press, 1986.
- Proctor, Robert N. (15. 11. 2000). The Nazi War on Cancer. Princeton University Press. ISBN 978-0-691-07051-3. Приступљено 22. 3. 2009.
- Butrica, James L. (2002). „The Medical Use of Cannabis Among the Greeks and Romans” (PDF). Journal of Cannabis Therapeutics. 2 (2): 54—55. doi:10.1300/J175v02n02_04. Архивирано из оригинала (PDF) 11. 11. 2014. г. Приступљено 11. 09. 2022.
- Curry, Andrew (22. 5. 2015). „Gold Artifacts Tell Tale of Drug-Fueled Rituals and 'Bastard Wars'”. National Geographic News. Приступљено 27. 5. 2015. „Belinski asked criminologists in nearby Stavropol to analyze a black residue inside the vessels. The results came back positive for opium and cannabis. The opium was drunk as part of a mixture and the cannabis was buried nearby in a vessel.”
- Artamonov, M. I. (1965). „Frozen tombs of the Scythians”. Scientific American. 212 (5): 100—09. Bibcode:1965SciAm.212e.100A. doi:10.1038/scientificamerican0565-100.